# Čaplygin (město)
Čaplygin (rusky Чаплыгин) je město v Lipecké oblasti v Ruské federaci. Při sčítání lidu v roce 2010 měl přes dvanáct tisíc obyvatel.

## Poloha a doprava
Čaplygin leží v Ocko-donské nížině v Středoruské vysočině. Na jeho území se vlévají potoky Jagodnaja Rjasa a Moskovaja Rjasa do Stanovaje Rjasy, pravého přítoku Voroněže, přítoku Donu.
Čaplygin je železničním uzlem. Je zde nádraží na trati, která vede z Paveleckého nádraží v Moskvě přes Pavelec do Pervomajského v Tambovské oblasti. Na ni je zde napojena trať na Jelec.

## Dějiny
Sídlo je zde doloženo už od první poloviny 17. století, přičemž první písemná zmínka je z roku 1638. V roce 1695 zde byl postaven dřevěný palác pro Petra Velikého, aby zde přenocovat na cestě mezi Moskvou a Voroněží. Později zde z jeho rozkazu byla postavena pevnůstka podle holandského vzoru, která byla nazvána podle německého města Oranienburg.
V roce 1702 získal pevnůstku od cara darem Alexandr Danilovič Menšikov. Ten v roce 1712 poskytl prostředky na stavbu nedalekého kláštera Petra a Pavla. V roce 1727 po jeho mocenském pádu byl Oranienburg také prvním místem jeho vyhnanství. V roce 1742 podobně posloužil jako první místo vyhnanství Anně Leopoldovně.
Název pevnosti se přenesl i vesnici a postupem času se změnil na Raninburg a pak na Raněnburg. Pod tímto jménem získala ves v roce 1778 městská práva.
V roce 1948 byl Raněnburg přejmenován na Čaplygin k poctě sovětského fyzika a místního rodáka Sergeje Alexejeviče Čaplygina.

### Rodáci
- Dmitrij Ivanovič Ilovajskij (1832–1920), historik a publicista
- Leonid Petrovič Radin (1860–1900), revolucionář
- Sergej Alexejevič Čaplygin (1869–1942), fyzik, matematik a inženýr
- Alexandr Andrejeič Jakžin (1907–1961), geolog